# ژراویتسه (هدنین)
ژراویتسه (به چکی: Žeravice) یک منطقهٔ مسکونی در جمهوری چک است که در ناحیه هودونین واقع شده‌است. ژراویتسه ۶٫۹۹ کیلومتر مربع مساحت و ۱٬۰۵۲ نفر جمعیت دارد و ۲۶۰ متر بالاتر از سطح دریا واقع شده‌است.